# Конфискатор
«Конфискатор» или «Экспроприатор» (Repo Man) — культовый фильм, снятый в 1984 году режиссёром-дебютантом Алексом Коксом. В фильме звучит много панк-музыки; заглавную композицию написал Игги Поп.

## Сюжет
Юного лос-анджелесского панк-рокера Отто увольняют из супермаркета за его неуживчивый характер. Он ругается матом и носит серьгу в ухе. Деньги, которые нужны ему для завершения учёбы, родители пожертвовали телепроповеднику; подружка назвала Отто «ребёнком» и нашла себе другого парня. В поисках работы Отто случайно затесался в шайку «конфискаторов» (тех, кто нелегально угоняет автомобили у должников).
Отто в восторге от новой «работы», которая так не похожа на его тоскливые будни в пригороде. Однажды в поле зрения конфискаторов попадает загадочный Chevrolet Malibu, который разыскивают спецслужбы. За машиной охотится множество колоритных персонажей, но мало кому известно, что в багажнике — излучающий мощную радиацию труп инопланетянина, похищенный безумным учёным из лаборатории в Лос-Аламосе.

## В ролях
- Гарри Дин Стэнтон — Бад
- Эмилио Эстевес — Отто Мэдокс
- Хелен Мартин — миссис Паркс
- Эдди Велез — Наполеон Родригес
- Трейси Уолтер — Миллер
- Дел Замора — Лахерто Родригес
- Оливия Бараш — Лейла
- Анжелика Петтиджон — жена Конфискатора № 2

## Общие сведения
Фильм был снят на скромный бюджет в $1,5 млн. В качестве оператора выступил Робби Мюллер, которого прославила работа с Вимом Вендерсом и Джимом Джармушем. В сочинении звуковой дорожки приняли участие многие панк-музыканты с западного побережья, а в одной из сцен показано выступление группы Circle Jerks.
В 2008 г. газета Los Angeles Times включила «Конфискатора» в десятку лучших за последние 25 лет фильмов, действие которых происходит в Лос-Анджелесе. Роль Эстевеса в «Конфискаторе» до сих пор называют самой удачной в его карьере. Фильм стал большим прорывом и для почти 60-летнего Гарри Дина Стэнтона, который прежде считался выдающимся исполнителем ролей второго и третьего плана.
Режиссёр Алекс Кокс неоднократно заявлял о том, что работает над продолжением «Конфискатора». В 2008 г. на DVD вышел его фильм «Экспроприаторша» (Repo Chick); успеха он не имел.

## Отзывы о фильме
Джонатан Розенбаум, Дэйв Кер и некоторые другие рецензенты отмечали, что фильм сочетает пародию на научную фантастику с зарядом едкой сатиры и шутливыми отсылками к шедеврам нуара («Целуй меня насмерть»). Сатирические стрелы поражают такие мишени, как массовое помешательство на «зелёных человечках», абсурдная популярность телепроповедей, юношеский максимализм, американский культ автомобиля и распространение полуфабрикатов из супермаркета. Именно неподдельное отвращение ко многим граням современности, по словам Кера, выделяет «Конфискатор» из потока бесхребетных подростковых комедий рейгановской эры. 
«Конфискатор» иногда причисляют к обойме фильмов середины 1980-х, которые запечатлели разочарование американской молодёжи в открывшейся перед ней в рейгановскую эпоху перспективой бессмысленного потребительства. В таких фильмах, как «Рискованный бизнес» (1983), «Более странно, чем в раю» (1984), «Синий бархат» (1986), юные герои пытаются найти альтернативу тому, что предлагают им родители и общество в целом, но в итоге всё оборачивается абсурдом либо возвращается в исходную точку. «Конфискатор» исполнен в тональности панковского нигилизма, на создание которой работают, по словам киноведов, «сочетание унылых пейзажей со съехавшими с катушек персонажами, а также рваные, непредсказуемые ритмы монтажа».